# Гроте-Керк (Дордрехт)
Гроте-Керк (нидерл. Grote Kerk — Большая церковь) или Церковь Богоматери (нидерл. Onze-Lieve-Vrouwekerk) — средневековая протестантская церковь в Дордрехте, самая большая в городе и вторая по возрасту. Гроте-Керк представляет собой в плане базилику крестового плана с незаконченной башней в стиле поздней брабантской готики. В 1572 году церковь была передана протестантам. В 1990 году церковь была включена «Топ 100 Департамента охраны памятников».
Церковь видна с любой точки города. На её колокольне имеется 67 колоколов, в том числе карильон, установленный в 1966 году. Самый большой колокол отлит в 1999 году, весит 9,83 т (нота «ми») и является самым большим подвижным колоколом в Нидерландах, которым звонят раскачивая, также звонят ещё пять колоколов.

## История строительства
Вначале на месте Гроте-Керк стояла церковь в романском стиле. Её остатки были найдены при раскопках под нынешним зданием. Современная Гроте-Керк построена в стиле «брабантская готика» в 1367—1470 годах, является, таким образом, одним из самых северных представителей этого стиля. Это также единственная большая городская церковь во всём бывшем графстве Голландия, перекрытая полностью каменными цилиндрическими сводами.
Самой старой частью нынешней церкви являются «Хоры Марии» (нидерл. Mariakoor), возведённые в 1285 году. Возможно, повышение статуса Гроте-Керк до коллегиальной церкви в 1367 году привело к её перестройке. Церковь была сильно повреждена во время крупного городского пожара 1457 года. Всего через четыре года после восстановления церкви вновь был нанесён ущерб. Около 1470 года церковь приняла свой нынешний вид. Важную роль в её строительстве сыграл фламандский архитектор Эвэрарт Спорватер. Строительство башни по проекту Антона Келдерманса началось в 1504 году, но так и не было полностью завершено.  В 1626 году на башне установлены часы. Ближайшая реконструкция церкви прошла в 1982—1987 годах.

## Галерея

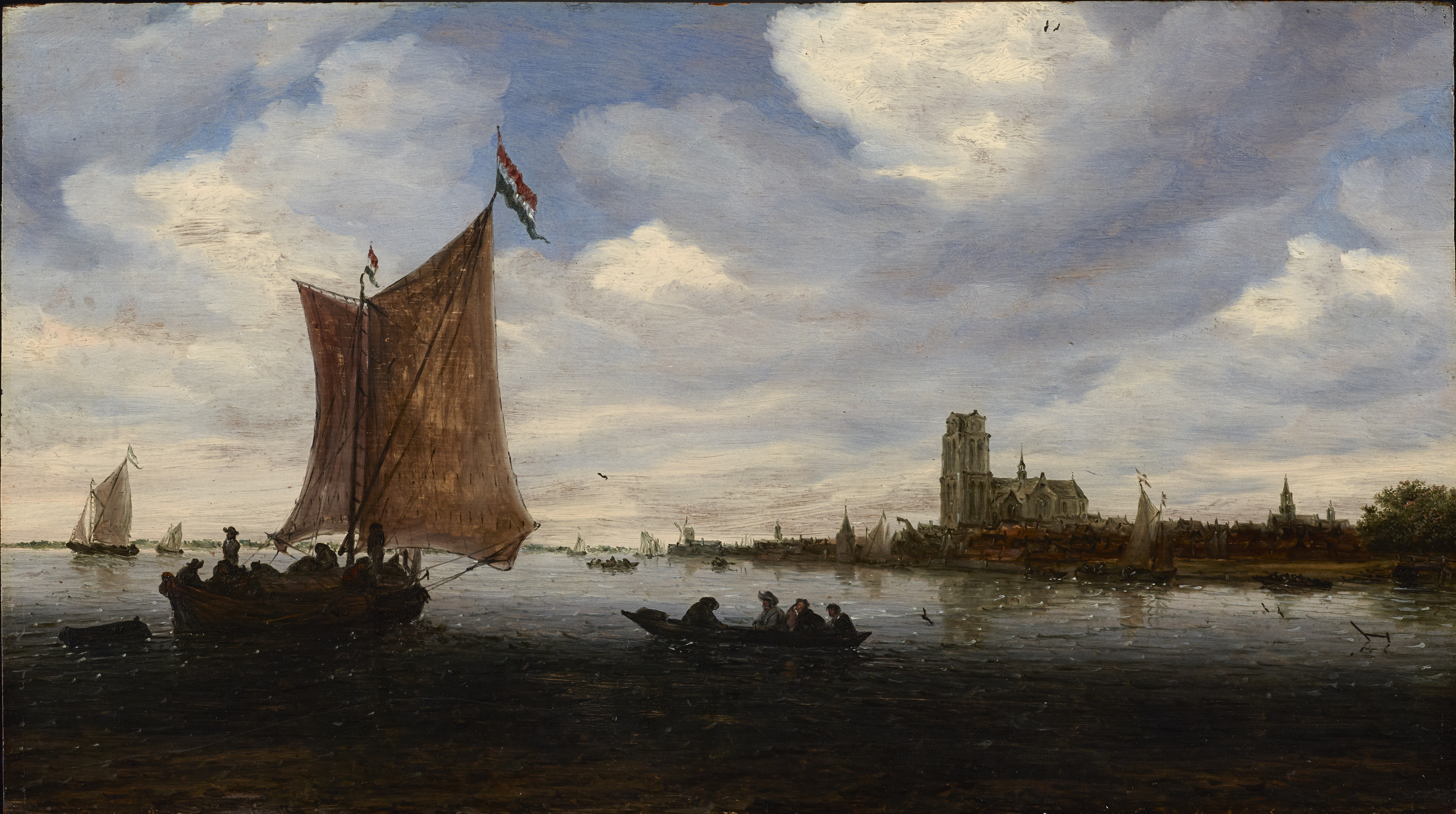
Саломон ван Рёйсдал. Вид Дордрехта. Ок. 1660. Дерево, масло. Музей Принстонского университета, США
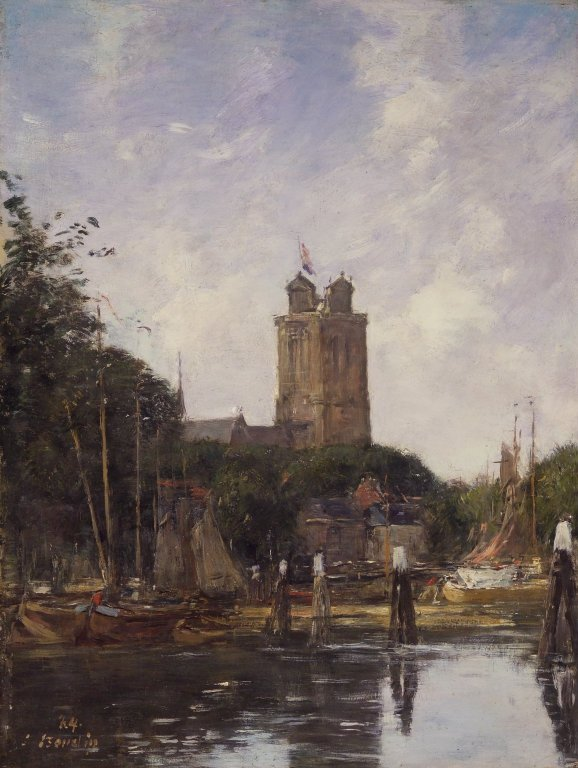
Э. Буден. Дордрехт. Вид Гроте-Керк из канала. Ок. 1874. Дерево, масло. Бруклинский музей, Нью-Йорк, США
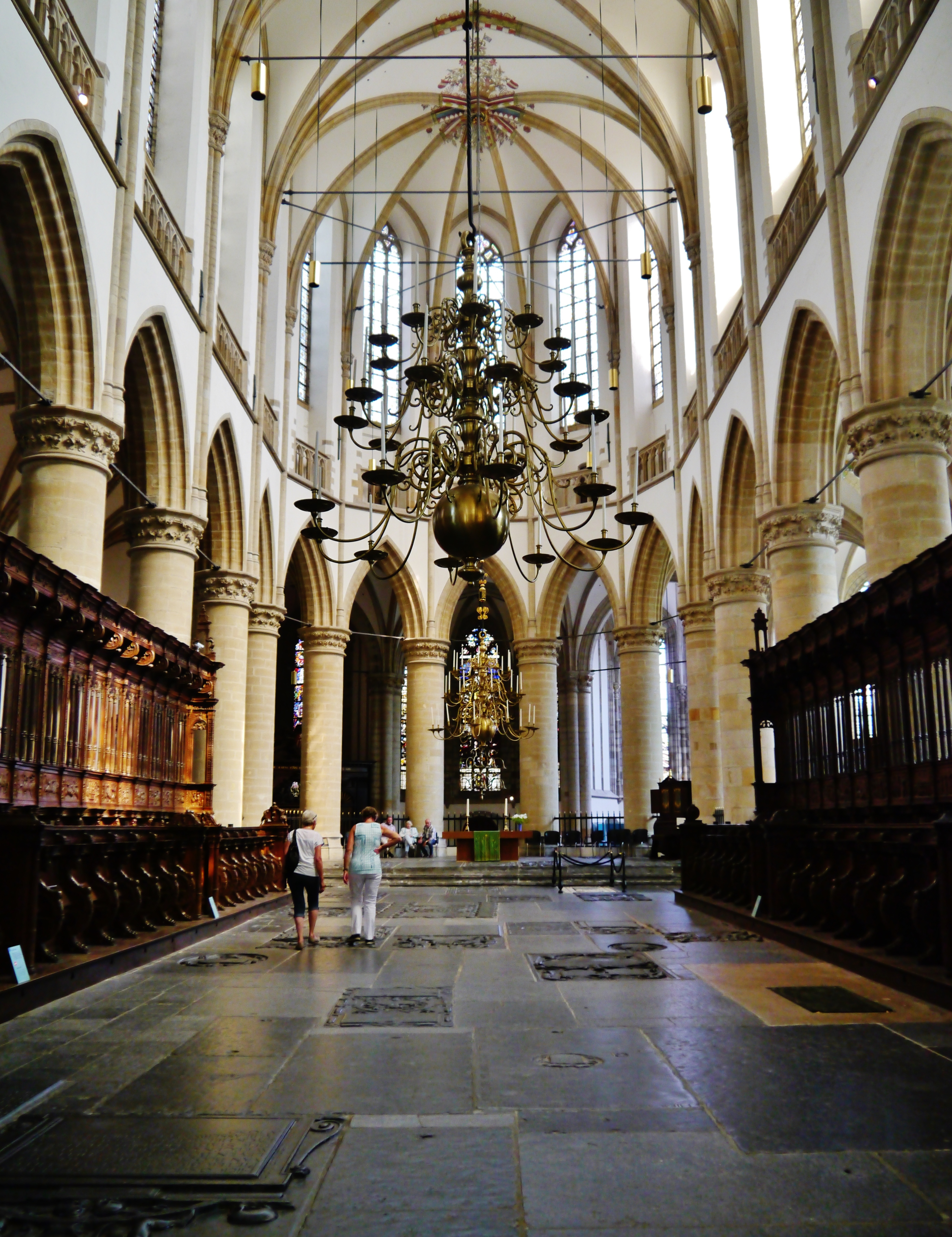
Интерьер хора церкви